# Бисса
Би́сса, или бисс, или настоящая каре́тта (лат. Eretmochelys imbricata) — вид морских черепах, единственный представитель рода Eretmochelys.

## Описание

### Внешний вид
Бисса внешне напоминает зелёную черепаху, однако мельче её, длина тела 60—90 см, а масса 45—55 кг. С зелёной черепахой биссу иногда даже объединяют в одно подсемейство.
Панцирь покрыт довольно толстыми роговыми щитками, у молодых особей черепицеобразно налегающими друг на друга, но с возрастом это налегание постепенно сходит на нет. Имеет сердцевидную форму, задняя часть его сильно сужена и приострена. Отличается мощным роговым клювом. Окраска карапакса коричневая с жёлто-пятнистым рисунком. На передних ластах обычно по два когтя.

### Распространение
Ареал простирается от умеренных широт северного полушария (район Новой Шотландии, Великобритании, Чёрного и Японского морей) до умеренных широт южного (юг Африки, Тасмания, Новая Зеландия). Однако гнездится каретта лишь в тропических широтах.

### Образ жизни
Биссы всю жизнь проводят в море, выходят на берег только для размножения.

### Размножение
В период размножения самки совершают далёкие морские миграции, чтобы добраться до постоянных гнездовых пляжей. Самые известные места размножения находятся в Шри-Ланке и Карибском море на берегах залива Чирики на Панамском перешейке, на побережье Средиземного моря Турции к западу от Анталии.

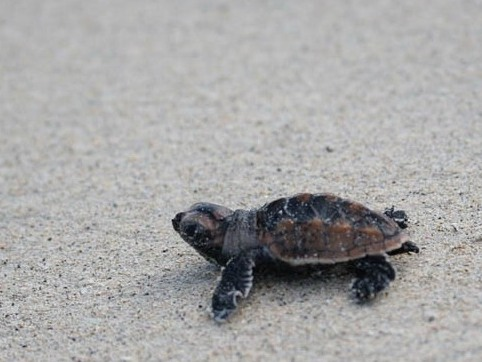
Только что вышедший из яйца детёныш биссы

Размер кладки отличается в различных популяциях и обычно соответствует размеру самок. За сезон одна самка делает 2—4 кладки, содержащих от 73 до 182 круглых яиц диаметром до 40 мм. Период инкубации — около 60 суток. Самки приплывают на места гнездования обычно с интервалом в три года.

### Питание
Питается в основном бентосными беспозвоночными.

### Флюоресценция
В 2015 году были обнаружены способности бисс к флюоресценции.

## Бисса и человек

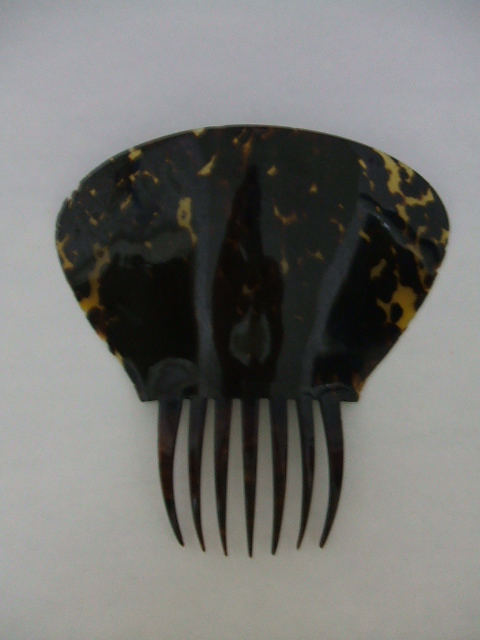
Гребень для волос, изготовленный из панциря биссы

Мясо каретт употребляется в пищу, хотя это и связано с риском — оно может становиться ядовитым, если черепаха питалась ядовитыми животными. Яйца биссы — деликатес во многих странах. Также черепахи истребляются и из-за панцирей — они используются для получения «черепаховой кости». Из молодых особей изготавливают сувениры. По этим причинам, несмотря на довольно широкий ареал, вид находится под угрозой.
Охраняются законом, но часто неэффективно. Охрану этого вида затрудняет разрозненность мест гнездования, отсутствие данных по перемещению популяций и высокая чувствительность черепах к нарушению мест гнездования.
В настоящее время рассматривается возможность полного запрета торговли панцирями и чучелами молодых черепах, а также контроль за сбором яиц.

## Подвиды
Выделяют два подвида биссы — тихоокеанский (Eretmochelys imbricata bissa) — он отличается полностью чёрными головой и ластами, и атлантический (Eretmochelys imbricata imbricata).

## Галерея

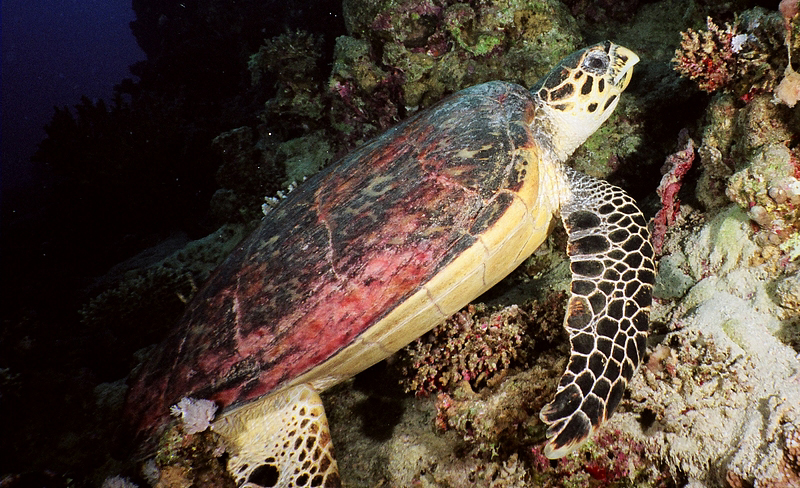
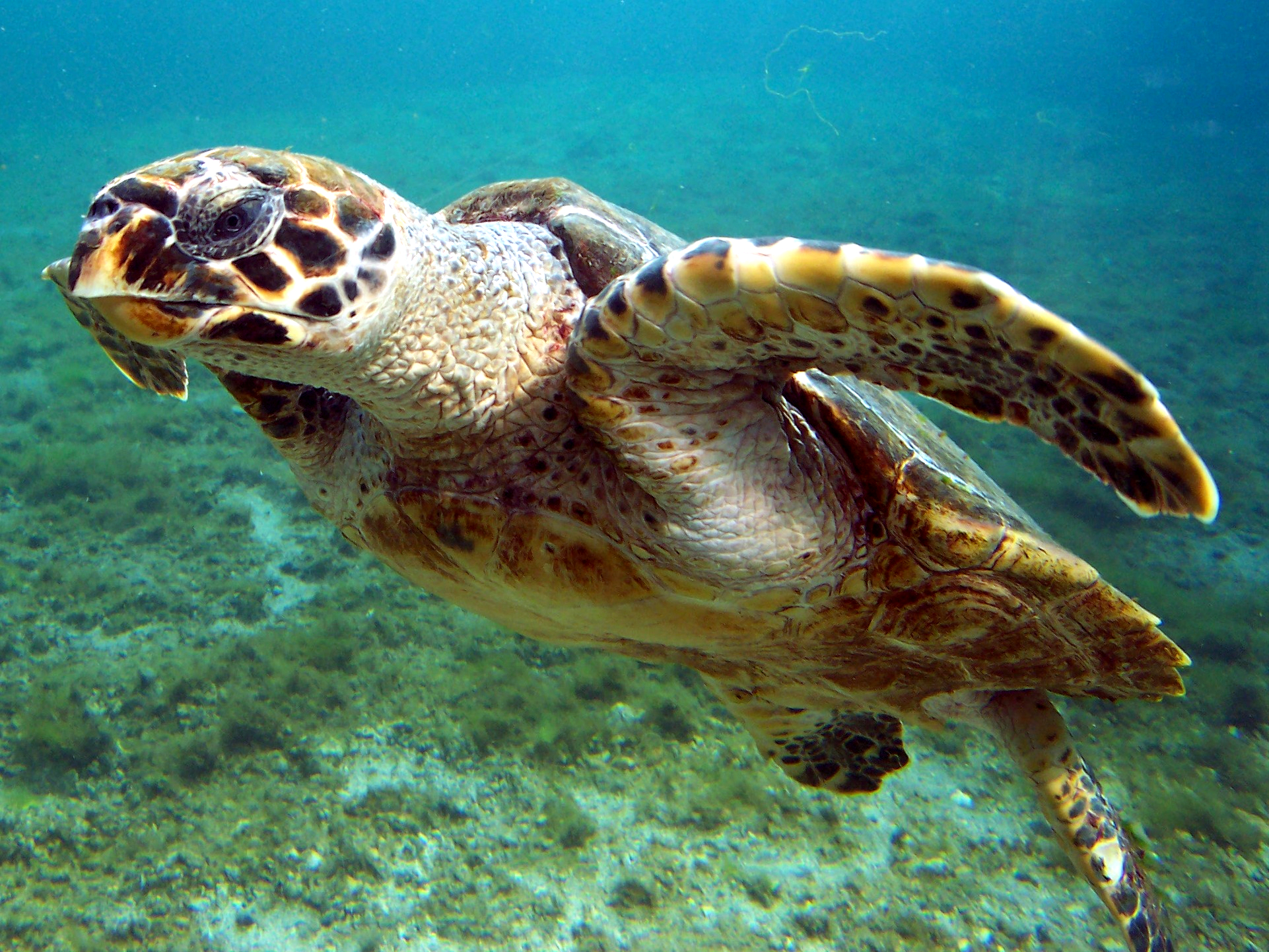
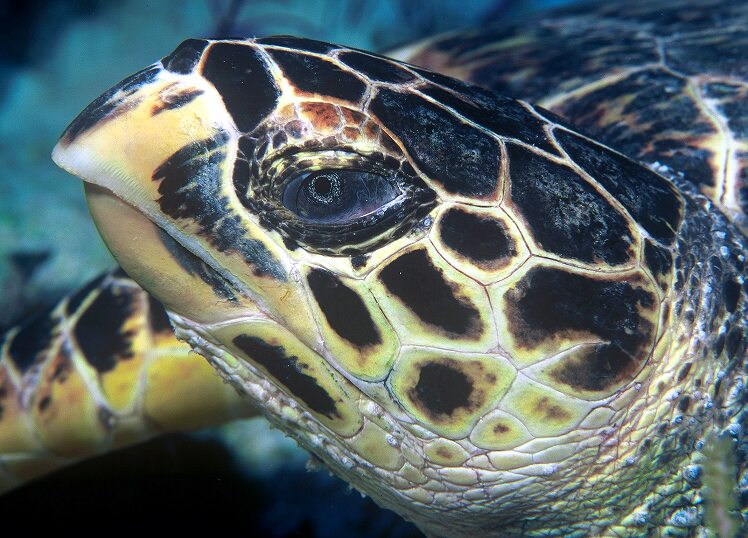